# Abel Tasman (voilier)
Pour les articles homonymes, voir Tasman.
Abel Tasman est une goélette à hunier de la mer du nord, à coque d'acier. Son port d'attache est Kampen aux Pays-Bas et navigue essentiellement en mer baltique et sur la côte nord atlantique. Il doit son nom  à Abel Tasman explorateur et cartographe néerlandais qui a découvert la Nouvelle-Zélande et les Îles Fidji et a donné son nom à la Tasmanie.

## Histoire
Construit en 1913  au chantier naval  Patje à Waterhuizen (Hollande) ce navire sert d'abord au cabotage en Allemagne et au Danemark. Il changera plusieurs fois de nom. 
En 1998 il devient un navire de croisière en Allemagne et prend le nom d'Abel Tasmam.
Il participe à de nombreux rassemblements de vieux voiliers sur la côte atlantique. Il a participé à Brest 2008 et Tonnerres de Brest 2012. Il sera présent  à Brest 2016.